# Heinrich Kostrba
Heinrich Kostrba, avstro-ogrski častnik, vojaški pilot in letalski as, * 22. oktober 1883, Praga, † 24. september 1926, Praga (KIFA).
Stotnik Kostrba je v svoji vojaški službi dosegel 8 zračnih zmag.

## Življenjepis
Predno je oktobra 1914 postal vojaški pilot, je služil v pehoti Avstro-ogrski vojski.
Po končanem letalskem šolanju je bil poslan na italijansko vojno.
Postal je prvi avstro-ogrski letalski as, ki je sestrelil 3 sovražnikova letala v enem dnevu.
Med prvo svetovno vojno je bil pripadnik Flik 4 in Flik 23.
Po vojni je ustanovil Češkoslovaški letalski korpus in bil prvi poveljnik.

## Odlikovanja
- vojaški zaslužni križec 3. razreda
- železni križec 2. razreda